# Mykoła Rudnycki

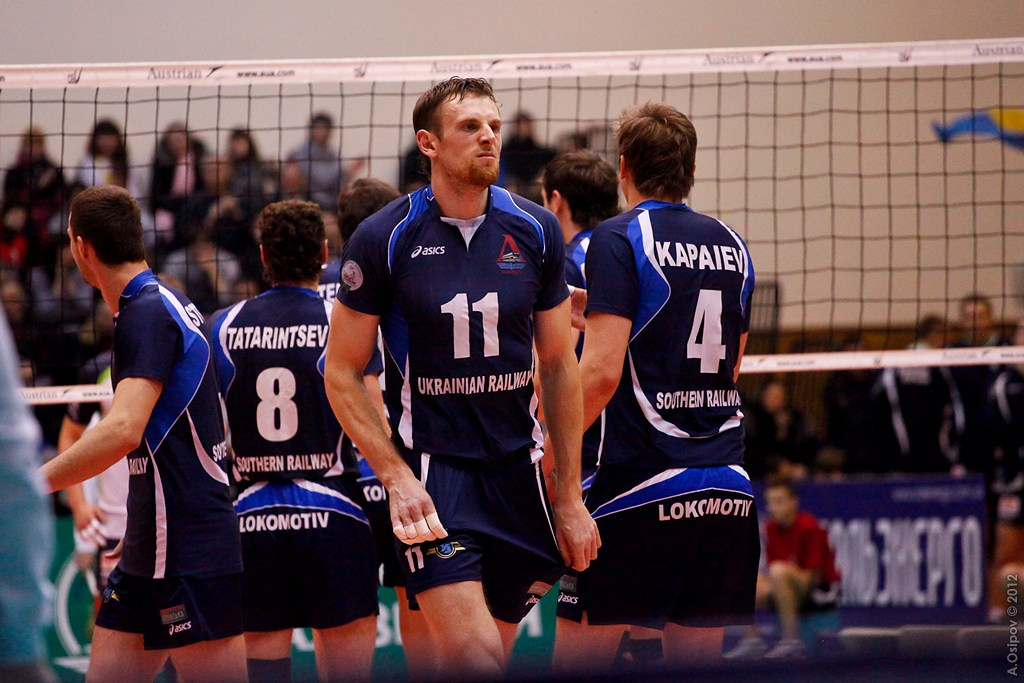
Mykoła Rudnycki zawodnikiem Łokomotywu Charków w sezonie 2011/2012

Mykoła Łeonidowycz Rudnycki (ukr. Микола Леонідович Рудницький, (ur. 18 września 1981 w Barasziwce) – ukraiński siatkarz, grający na pozycji środkowego, reprezentant Ukrainy.

## Kariera klubowa
| Lata      | Klub                      |
| 2003–2007 | Azowstal Mariupol         |
| 2007–2009 | Impeksahro Sport Czerkasy |
| 2009–2016 | Łokomotyw Charków         |
| 2016–2017 | ACS Volei Municipal Zalău |
| 2017–2018 | Maccabi Tel Awiw          |
| 2018–     | Żytyczi Żytomierz         |

## Sukcesy klubowe
Liga ukraińska:
- 2010, 2011, 2012, 2013, 2014, 2015, 2016
- 2005, 2025[3]
- 2004, 2006, 2007, 2008, 2024[4]

Puchar Ukrainy:
- 2005, 2009, 2010, 2011, 2012, 2013, 2014, 2015, 2020[5]

Superpuchar Rumunii:
- 2016

Liga rumuńska:
- 2017

Puchar Izraela:
- 2018

Liga izraelska:
- 2018

Superpuchar Ukrainy:
- 2021

## Sukcesy reprezentacyjne
Liga Europejska:
- 2024[6]